# Al-Salam Boccaccio 98

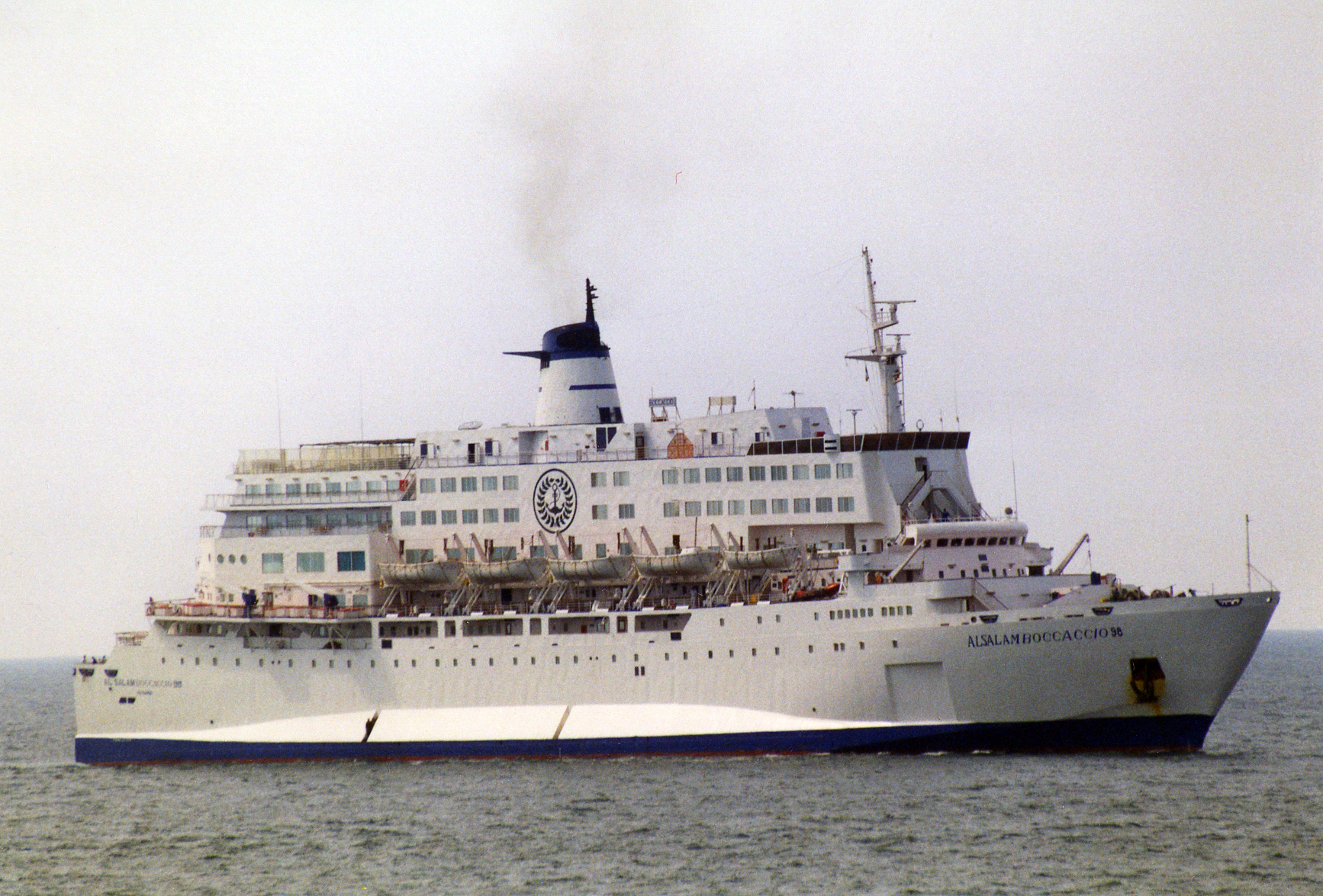
"Al-Salam Boccacio 98" - Genua, 2001

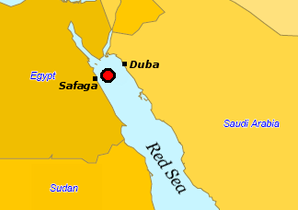
Karta över Röda havet, med den plats därifrån den sista radarsignalen kom ifrån, markerad.

al-Salam Boccaccio 98 var en egyptisk färja som sjönk i Röda havet den 2 februari 2006, mellan Duba i Saudiarabien och Safaga i södra Egypten. Dess sista kända position var 100 km från Duba. Den var tillverkad 1969 och senare ombyggd för att kunna ta fler passagerare. 
Närmare 1000 människor omkom vid fartygskatastrofen där majoriteten tros ha varit egyptier som arbetar i Saudiarabien, men bland passagerarna fanns även pilgrimer på väg tillbaka från Hajj till Mekka. Ombord på fartyget fanns även omkring 220 fordon. 
Färjan Al Salam 98, som sjönk i Röda havet natten, hade 1272 passagerare och 105 besättningsmedlemmar. Myndigheten gav följande fördelning på passagerarnas nationalitet: 1158 egyptier, 99 saudier, 6 syrier, 4 palestinier, 1 från Förenade Arabemiraten, 1 omanier, 1 kanadensare, 1 jemenit och 1 saudier.
388 räddades, 185 döda kroppar bärgades och 804 saknas.